# Болоњези (Мачерата)
Болоњези (итал. Bolognesi) насеље је у Италији у округу Мачерата, региону Марке.
Према процени из 2011. у насељу је живело 10 становника. Насеље се налази на надморској висини од 754 м.